# Desastre de PEPCON
El desastre de PEPCON fue una catástrofe industrial, ocurrida el 4 de mayo de 1988, en la planta química de la Pacific Engineering Production Company of Nevada (PEPCON), ubicada en la ciudad de Henderson, Nevada. El incendio y las explosiones posteriores cobraron dos vidas, causaron heridas a 372 personas y pérdidas estimadas en 100 millones de dólares. Gran parte del área metropolitana de Las Vegas, a 10 millas (16 km) de distancia, se vio afectada, motivando que se activaran los planes de varias agencias de administración de desastres.

## Antecedentes
La planta de PEPCON, ubicada en las afueras de Las Vegas, Nevada, era uno de los dos únicos productores estadounidenses de perclorato de amonio, un oxidante utilizado para la propulsión de cohetes de combustible sólido, tales como el transbordador espacial y misiles. El otro productor, Kerr-McGee, se encuentra a menos de 2.4 kilómetros de la planta de PEPCON, dentro de la zona que sufrió algunos daños en la explosión. Como agravante, además de los depósitos de perclorato de amonio, también estaban presentes en la instalación cantidades a granel de otros materiales peligrosos, como ácido clorhídrico y ácido nítrico y bajo la planta corría una tubería de 16 pulgadas (410 mm) de transporte de gas natural a alta presión.
Con el congelamiento del programa de transbordadores espaciales tras el desastre del Challenger en 1986, el gobierno estadounidense no dio instrucciones acerca del envío del oxidante ni dictó normas acerca de sus condiciones de almacenamiento. 
PEPCON almacenaba la mayor parte de su producción in situ: después de llenar los contenedores de aluminio, utilizaba bidones de polietileno de alta densidad que se depositaban en los estacionamientos del campus. El polietileno actuó así como un combustible y el perclorato de amonio como oxidante. Se estima que 4.000 toneladas de producto terminado se almacenaban en las instalaciones en el momento del desastre.
En la zona afectada, además de las instalaciones de PEPCON y de Kerr-McGee, a unos 150 m de distancia se encontraba gran fábrica de malvaviscos, Kidd & Co., y también cercana una cantera de grava en operación. La zona residencial más cercana se encontraba a aproximadamente 3 km de distancia.

## Incendios y explosiones
Según un informe de la Administración de Incendios de Estados Unidos, el fuego se originó en una estructura destinada al proceso de secado alrededor de las 11:30 de la mañana. Mientras los trabajadores usaban un soplete para reparar daños que una tormenta había causado en la estructura de acero de la planta, se incendió la fibra de vidrio que cubría la pared. Aunque los empleados trataron en vano de apagar el fuego con mangueras, el fuego se propagó rápidamente acelerado por los residuos de perclorato de amonio y alcanzaron los bidones de plástico de 55 galones que almacenaban dicho producto. 
Allí, aproximadamente 10 o 20 minutos después de la ignición, se produjo la primera de una serie de explosiones, y los empleados iniciaron la evacuación. Si bien la mayoría consiguió escapar, fallecieron Roy Westerfield, quien se quedó para llamar al Departamento de Bomberos del Condado de Clark, y Bruce Halker, que utilizaba una silla de ruedas y no consiguió huir. Los empleados de la cercana fábrica de Kidd & Co. escucharon también la explosión y evacuaron rápidamente. 
El fuego continuó extendiéndose y alcanzó el área de almacenamiento de contenedores de aluminio provocando dos pequeñas explosiones y finalmente una gran explosión cerca de cuatro minutos después del primero. Consumido el combustible el incendio se redujo con rapidez exceptuando el foco que se originó en la ruptura de la línea de gas natural de alta presión que pasaba por debajo de la planta y se extinguió a las 13:00 cuando la compañía de gas consiguió cerrar una válvula a una milla de distancia de la planta.
Hubo un total de siete explosiones durante el accidente. Las dos más grandes originaron ondas que midieron 3.0 y 3.5 en la escala de Richter. Cerca de 4.500 toneladas del producto explotaron, creando un cráter de 4.6 m de profundidad y 61 m de diámetro en el área de almacenamiento.

## Respuesta a la emergencia
Cuando se difundió la noticia del incendio, la mayoría de los empleados se apresuraron a evacuar los seis edificios, pero el controlador de la compañía, Roy Westerfield, se quedó atrás y llamó al 911. El Jefe de Bomberos de la ciudad de Henderson, quien abandonaba en ese momento la estación principal, ubicada a  2,4 km al norte de la planta de PEPCON, vio la columna de humo e inmediatamente ordenó a sus unidades acudir a la planta. Al acercarse, los bomberos encontraron una enorme bola de fuego blanco y naranja de unos 30 m de diámetro y a decenas de personas que huían de la escena.
A las 11:54, la onda expansiva de la primera de las dos grandes explosiones alcanzó al primer vehículo de la dotación destrozando las ventanas. El conductor informó a su jefe lo sucedido, quien ante el peligro de que ocurrieran explosiones más grandes dio la orden de regresar a la estación, pero el segundo estallido alcanzó la caravana y los vidrios hirieron a algunos bomberos que fueron conducidos al hospital local. Varios cuerpos de bomberos de localidades cercanas acudieron en auxilio de Henderson. El departamento de bomberos del Condado de Clark, a 2,4 km de la escena del siniestro, acudió en ayuda de los bomberos heridos, pero las explosiones y el fuego estaban más allá de sus capacidades de lucha contra incendios por lo que no se efectuó ningún nuevo intento de aproximación. 

## Evacuación
El Departamento de Policía de Henderson, el Departamento de Policía de Las Vegas, la Patrulla de Carreteras y la Guardia Nacional, evacuaron un radio de 8 km alrededor de la planta, concentrando sus esfuerzos en las zonas que se encontraban a sotavento del siniestro. Las carreteras de la zona quedaron pronto obstruidas en ambas direcciones por los residentes que intentaban huir y los curiosos que se dirigían a la escena, creando un atasco de tráfico que costó más de dos horas resolver. 
Una hora después de las primeras explosiones, las autoridades llegaron a la conclusión de que los productos volcados a la atmósfera podían ser irritantes al ser inhalados, pero no eran altamente tóxicos, y que tampoco había peligro de explosiones de mayor magnitud a las ya producidas, por lo que desestimaron la posibilidad de ampliar la zona de evacuación a 16 km. Efectivamente, si bien se denunciaron casos de irritación de las vías respiratorias en pequeñas comunidades a más de 48 km en el sentido del viento, el daño no pasó a mayores.
Finalmente los equipos consiguieron llegar al epicentro y con trajes especiales iniciaron la limpieza del terreno. El proceso fue lento, debido a las fugas de amoníaco anhidro de los tanques y a los residuos de ácidos y otros productos que ocasionaron que varios bomberos tuvieran que someterse a tratamientos por la irritación de las vías respiratorias. La revisión del área continuó hasta el anochecer y se reanudó al día siguiente. Las autoridades encontraron restos de sólo uno de los empleados fallecidos de la planta, Bruce Halker, quien era gerente de la planta. 
Durante todo el evento, los servicios de emergencia médica trataron y transportaron a cerca de 100 pacientes a los cinco hospitales de la región, a los que se sumaron otros 200 o 300 que acudieron por sus propios medios. Muchos de los heridos habían sido golpeados por fragmentos de vidrio cuando las ventanas se quebraron. Aproximadamente cuatro horas después del incidente, el departamento de bomberos informó a los hospitales que sus planes de desastre podrían desactivarse. Quince bomberos resultaron heridos

## Evaluación de daños y consecuencias
Las explosiones destruyeron las instalaciones de PEPCON y de Kidd & Co. Los daños en un radio de 2,4 km fueron graves y afectaron automóviles, edificios y tendido eléctrico. Se registraron daños moderados en ventanas y estructuras hasta un radio de 5 km del incidente y se denunciaron puertas salidas de sus goznes, ventanas rotas, lesiones por vidrios y escombros hasta una distancia de 16 km del siniestro. En el Aeropuerto Internacional McCarran, ubicado a 11 km de distancia, se produjeron rajaduras en las ventanas y las puertas se abrieron. La onda de choque golpeó incluso un Boeing 737 en su aproximación final.
La investigación posterior estimó que la explosión más grande fue equivalente al estallido de cerca de 1.000 toneladas de TNT. El daño a la propiedad de los negocios y hogares de los alrededores fue de 74 millones de dólares.
Debido a que PEPCON se encontraba asegurada solo por 1 millón de dólares, se inició una batalla legal que involucró a docenas de empresas de seguros y a más de 50 despachos de abogados. Finalmente se llegó a un acuerdo que involucró el pago de 71 millones de dólares para las víctimas y sus familias.
Tras el incidente, la compañía cambió su nombre a Western Electroquímica Co. (WECCO) y se construyó una nueva planta de perclorato de amonio en una zona aislada a más de 23 km de Cedar City, Utah, restringiéndose el derecho de construcción en un amplio radio, creando así una zona de amortiguación de daños a su alrededor en previsión de nuevos siniestros. Efectivamente, el 30 de julio de 1997, una explosión en la nueva planta mató a un operario e hirió a otros cuatro.
El sitio del siniestro, es ocupado hoy, por un desarrollo comercial cercano a la comunidad residencial de Green Valley. La compañía Kidd & Co optó por reconstruir su planta en su ubicación original.